# Чичкан, Антон Петрович
Антон Петрович Чичкан (бел. Антон Пятровіч Чычкан; род. 10 июля 1995, Минск) — белорусский футболист, вратарь краковской «Вислы». Выступал в сборной Беларуси.

## Клубная карьера
Воспитанник СДЮШОР минского «Динамо», позже попал в структуру борисовского БАТЭ. С 2014 года начал выступать за дубль борисовчан. В марте 2016 года был отдан в аренду клубу Первой лиги «Смолевичи-СТИ», где стал основным вратарем.
По окончании сезона 2016 вернулся в БАТЭ, где остался в основной команде. 9 апреля 2017 года дебютировал в Высшей лиге, отыграв все 90 минут в матче против «Минска» (1:0). В сезоне 2017 провёл три мачта за основную команду, выступал за дубль.
В январе 2018 года продлил контракт с БАТЭ, в январе 2019 года так же продлил соглашение с клубом. Во второй половине 2019 года в связи с травмой Дениса Щербицкого стал чаще появляться на поле, чередовался с Сергеем Черником. В сезоне 2020 чередовался с Денисом Щербицким, в сезоне 2021 — с Андреем Кудравцом. В январе 2022 года покинул БАТЭ по истечении срока контракта.
В январе 2022 года на правах свободного агента заключил контракт на 2,5 года с российский клубом «Уфа». 1 мая 2022 года дебютировал в матче против «Химок», выйдя вместо получившего травму Александра Беленова. После окончания сезона-2021/22 контракт с «Уфой» был расторгнут по обоюдному соглашению.
С июля 2022 года продолжал тренироваться с «Ислочью». В сентябре 2022 года появилась информация, что футболист продолжил свою карьеру в тбилисском «Динамо». Официально 13 сентября 2022 года футболист был представлен в грузинском клубе. По итогу сезона стал победителем Эровнули лиги, хотя за сам клуб футболист так и не дебютировал. В декабре 2022 года футболист покинул клуб.
В конце декабря 2022 года появилась информация, что футболист продолжил карьеру в батумском «Динамо». Вскоре в официальной пресс-службе клуба сообщили о подписании с игроком контракта, рассчитанного на сезон с возможностью продления ещё на год. Дебютировал за клуб 26 февраля 2023 года в матче против клуба «Шукура». По итогу сезона футболист вместе с клубом стал победителем чемпионата.
В феврале 2024 года футболист перешёл в краковскую «Вислу», подписав контракт до конца сезона с опцией продления. Вместе с клубом футболист стал обладателем Кубка Польши, где в финале 2 мая 2024 года победили щецинскую «Погонь». В июле 2025 года футболист и клуб достигли соглашения о продлении контракта. Срок действия нового трудового договора — до 30 июня 2026 года. За время действия предыдущего соглашения вратарь провел 19 официальных матчей, в которых пропустил 39 голов и 2 раза оставлял ворота сухими.

## Карьера в сборной
С 2014 по 2016 выступал за молодежную сборную Беларуси, где был вторым вратарем после Владислава Василючка. 11 ноября 2020 года дебютировал в национальной сборной в товарищеском матче против Румынии (3:5).

## Достижения
БАТЭ
- Чемпион Беларуси (2): 2017, 2018
- Обладатель Кубка Беларуси (2): 2020, 2021
- Обладатель Суперкубка Беларуси: 2017

«Динамо» Тбилиси
- Чемпион Грузии: 2022

«Динамо» Батуми
- Чемпион Грузии: 2023

«Висла» Краков
- Обладатель Кубка Польши: 2023/24

## Статистика
| Сезон   | Дивизион | Клуб          | Страна        | Матчи | Голы |
| ------- | -------- | ------------- | ------------- | ----- | ---- |
| 2013    | дубль    | БАТЭ          | Флаг Беларуси | 0     | 0    |
| 2014    | дубль    | БАТЭ          | Флаг Беларуси | 9     | −2   |
| 2015    | дубль    | БАТЭ          | Флаг Беларуси | 12    | −5   |
| 2016    | Д2       | Смолевичи-СТИ | Флаг Беларуси | 15    | −22  |
| 2017    | Д1       | БАТЭ          | Флаг Беларуси | 3     | −3   |
| 2018    | Д1       | БАТЭ          | Флаг Беларуси | 4     | −6   |
| 2019    | Д1       | БАТЭ          | Флаг Беларуси | 12    | −8   |
| 2020    | Д1       | БАТЭ          | Флаг Беларуси | 16    | −17  |
| 2021    | Д1       | БАТЭ          | Флаг Беларуси | 15    | −13  |
| 2021/22 | Д1       | Уфа           | Флаг России   | 4     | −3   |